# Teorema dell'esperto
Il teorema dell'esperto, noto anche come teorema principale (in inglese master theorem) o teorema del maestro, è un teorema inerente all'analisi degli algoritmi che fornisce una soluzione asintotica ad una famiglia di relazioni di ricorrenza. È stato inizialmente esposto da Jon Bentley, Dorothea Haken, e James B. Saxe nel 1980, dove fu descritto come un metodo unificato per una famiglia di ricorrenze. Il nome di questo teorema è stato popolarizzato dal famoso manuale Introduzione agli algoritmi di Cormen, Leiserson, Rivest e Stein. Non fornisce una soluzione a tutte le possibili relazioni di ricorrenza, ed una sua generalizzazione è il teorema di Akra-Bazzi.
Informalmente, il teorema afferma che, data una relazione di ricorrenza nella forma {\displaystyle T(n)=aT\left({\frac {n}{b}}\right)+f(n)} con {\displaystyle a\geq 1} e {\displaystyle b>1}, in alcuni casi si può ottenere una soluzione confrontando {\displaystyle f} con la funzione {\displaystyle n^{\log _{b}a}}. Se {\displaystyle f} è asintoticamente polinomialmente più piccola (ovvero più piccola per almeno un fattore polinomiale {\displaystyle n^{\varepsilon }} allora {\displaystyle T(n)=\Theta (n^{\log _{b}a})}; se le due funzioni hanno asintoticamente la stessa grandezza allora {\displaystyle T(n)=\Theta (n^{\log _{b}a}\log(n))=\Theta \left(f(n)\log(n)\right)}; infine, se {\displaystyle f} è sufficientemente regolare e polinomialmente più grande allora {\displaystyle T(n)=\Theta \left(f(n)\right)}. Non sono coperti dal teorema i casi in cui {\displaystyle f} sia asintoticamente più grande o più piccola di {\displaystyle n^{\log _{b}a}} in modo non polinomiale.

## Enunciato
Sia data una relazione di ricorrenza {\displaystyle T(n)} nella forma
{\displaystyle T(n)=aT\left({\frac {n}{b}}\right)+f(n),}
dove {\displaystyle a\geq 1} e {\displaystyle b>1} sono costanti e {\displaystyle {\frac {n}{b}}} si può interpretare sia come {\displaystyle \left\lfloor {\frac {n}{b}}\right\rfloor } (parte intera)
sia come {\displaystyle \left\lceil {\frac {n}{b}}\right\rceil } (parte intera superiore).
Allora la funzione {\displaystyle \,T(n)} è limitata asintoticamente secondo uno dei tre seguenti casi:
1. se esiste una costante {\displaystyle \varepsilon >0} tale che {\displaystyle f(n)=O\left(n^{\log _{b}a-\varepsilon }\right)}, allora {\displaystyle T(n)=\Theta \left(n^{\log _{b}a}\right)};
2. se {\displaystyle f(n)=\Theta \left(n^{\log _{b}a}\right)}, allora {\displaystyle T(n)=\Theta \left(n^{\log _{b}a}\log _{b}n\right)};
3. se esiste una costante {\displaystyle \varepsilon >0} tale che {\displaystyle f(n)=\Omega \left(n^{\log _{b}a+\varepsilon }\right)} ed esistono una costante {\displaystyle 0<c<1} e un intero {\displaystyle n_{0}} tali che {\displaystyle \forall n\geq n_{0}\colon af\left({\frac {n}{b}}\right)\leq cf(n)}, allora {\displaystyle T(n)=\Theta (f(n))}.[5]

## Dimostrazione

### Lemma
La somma {\displaystyle s(n)=\sum _{i=0}^{\log _{b}n}a^{i}f\left({\frac {n}{b^{i}}}\right)} definita su potenze di {\displaystyle b}, dove {\displaystyle a\geq 1} e {\displaystyle b>1} sono costanti e {\displaystyle f} è non negativa, ha rispettivamente comportamento asintotico:
1. sotto l'ipotesi del caso 1 del teorema principale, {\displaystyle s(n)=\Theta \left(n^{\log _{b}a}\right)};
2. sotto l'ipotesi del caso 2 del teorema principale, {\displaystyle s(n)=\Theta \left(n^{\log _{b}a}\log bn\right)};
3. sotto l'ipotesi del caso 3 del teorema principale, se esistono una costante {\displaystyle 0<c<1} e un intero {\displaystyle n_{0}} tali che {\displaystyle \forall n\geq n_{0}\colon af\left({\frac {n}{b}}\right)\leq cf(n)}, allora {\displaystyle s(n)=\Theta \left(f(n)\right)}.

### Dimostrazione

#### Caso 1
Per il caso 1, l'ipotesi implica
{\displaystyle f\left({\frac {n}{b^{j}}}\right)=O\left(\left({\frac {n}{b^{j}}}\right)^{\log _{b}a-\varepsilon }\right)}
che sostituita in {\displaystyle s} porta a 
{\displaystyle s(n)=O\left(\sum _{i=0}^{\log _{b}n-1}a^{i}\left({\frac {n}{b^{i}}}\right)^{\log _{b}a-\varepsilon }\right).}
Raccogliendo i fattori comuni, semplificando e sommando la serie geometrica troncata risultante, si ha 
{\displaystyle s(n)=O\left(n^{\log _{b}a-\varepsilon }\left({\frac {n^{\varepsilon }-1}{b^{\varepsilon }-1}}\right)\right).}
Poiché {\displaystyle \varepsilon } e {\displaystyle b} sono costanti, si ha
{\displaystyle n^{\log _{b}a-\varepsilon }\left({\frac {n^{\varepsilon }-1}{b^{\varepsilon }-1}}\right)=n^{\log _{b}a-\varepsilon }O\left(n^{\varepsilon }\right)=O\left(n^{\log _{b}a}\right),}
e dal fatto che, poiché {\displaystyle f(1)} è una costante,
{\displaystyle s(n)\geq a^{\log _{b}n}f(1)=f(1)n^{\log _{b}a}\to s(n)\in \Omega (n^{\log _{b}a})}
che insieme danno
{\displaystyle s(n)\in \Theta (n^{\log _{b}a})}
da cui la tesi.

#### Caso 2
Analogamente al caso 1, per il caso 2 l'ipotesi implica
{\displaystyle f\left({\frac {n}{b^{j}}}\right)=\Theta \left(\left({\frac {n}{b^{j}}}\right)^{\log _{b}a}\right)}
che sostituita in {\displaystyle s} porta a 
{\displaystyle s(n)=\Theta \left(\sum _{i=0}^{\log _{b}n-1}a^{i}\left({\frac {n}{b^{i}}}\right)^{\log _{b}a}\right).}
Si procede analogamente al caso precedente, tuttavia la serie troncata ottenuta non è una serie geometrica, ma una serie a termini costanti 
{\displaystyle n^{log_{b}a}\sum _{i=0}^{\log _{b}n-1}1=n^{\log _{b}a}\log _{b}n}
da cui la tesi.

#### Caso 3
Applicando iterativamente {\displaystyle i} volte l'ipotesi di regolarità del caso 3, si ha
{\displaystyle a^{i}f\left({\frac {n}{b^{i}}}\right)\leq c^{i}f(n)}
per valori sufficientemente grandi di {\displaystyle n}. Tale condizione vale dunque per tutti tranne al più un numero costante di termini, per i quali {\displaystyle n} non è sufficientemente grande. Analogamente ai casi precedenti, si sostituisce nella definizione di {\displaystyle s}, ottenendo
{\displaystyle s(n)\leq \sum _{i=0}^{\log _{b}n}c^{i}f(n)+O(1)\leq f(n)\sum _{i=0}^{\infty }c^{i}+O(1),}
dove {\displaystyle O(1)} rappresenta i termini precedentemente citati per i quali non vale la disuguaglianza. Sommando la serie geometrica si ha 
{\displaystyle s(n)=f(n)\left({\frac {1}{1-c}}\right)+O(1)=O\left(f(n)\right)}
e poiché la definizione di {\displaystyle s} contiene {\displaystyle f} in una somma a termini non negativi, si ha anche {\displaystyle s(n)=\Omega \left(f(n)\right)}. Combinando le due limitazioni asintotiche, si ha {\displaystyle s(n)=\Theta \left(f(n)\right)}.

### Dimostrazione del teorema principale
Nel caso particolare in cui {\displaystyle T} sia definita solo su potenze esatte di {\displaystyle b}, analizzando l'albero della ricorsione relativo alla relazione di ricorrenza si osserva che
{\displaystyle T(n)=\sum _{i=0}^{\log _{b}n}a^{i}f\left({\frac {n}{b^{i}}}\right)+\Theta \left(n^{\log _{b}a}\right).}
Applicando quindi il lemma dimostrato precedentemente, si ottiene immediatamente la validità del teorema principale nel caso particolare in cui {\displaystyle n} sia definita su potenze di {\displaystyle b}. Questo ovviamente non è sufficiente a dimostrare il teorema, ma può essere esteso al caso generale considerando il caso in cui compaiano parti intere superiori o inferiori.
Nel caso di una parte intera superiore, nel considerare l'albero di ricorsione alla chiamata {\displaystyle i}-esima l'argomento assume la forma
{\displaystyle n_{i}={\begin{cases}n,\quad &i=0,\\\lceil {\frac {n_{i-1}}{b}}\rceil ,&i>0.\end{cases}}}
Poiché dalla definizione di parte intera superiore si ha {\displaystyle \lceil x\rceil \leq x+1}, si ottiene
{\displaystyle n_{i}\leq {\frac {n}{b^{i}}}+\sum _{i=0}^{i-1}{\frac {1}{b^{i}}}<{\frac {n}{b^{i}}}+{\frac {b}{b-1}}.}
Da ciò si osserva che {\displaystyle n_{\lfloor \log _{b}n\rfloor }=O(1)}, quindi alla profondità di ricorsione {\displaystyle \lfloor \log _{b}n\rfloor } il costo del problema è limitato da una costante. Si generalizza quindi la prima equazione per {\displaystyle n} arbitrario, non più ristretto alle potenze di {\displaystyle b}
{\displaystyle T(n)=\sum _{i=0}^{\lfloor \log _{b}n\rfloor }a^{i}f\left(n_{i}\right)+\Theta \left(n^{\log _{b}a}\right)}
e si può procedere a studiare la somma. Il terzo caso procede in maniera esattamente analoga al terzo caso del lemma. Per il secondo caso, dalla definizione di O-grande e ricordando l'espressione di {\displaystyle n_{i}} si ha che esiste una costante {\displaystyle c>0} e un intero {\displaystyle n_{0}} tali che, per {\displaystyle n\geq n_{0}}
{\displaystyle f\left(n_{i}\right)\leq c\left({\frac {n}{b^{i}}}+{\frac {b}{b-1}}\right)^{\log _{b}a}\leq c\left({\frac {n^{\log _{b}a}}{a^{i}}}\right)\left(1+{\frac {b}{b-1}}\right)^{\log _{b}a}=O\left({\frac {n^{\log _{b}a}}{a^{i}}}\right).}
Il limite asintotico ottenuto permette di procedere poi in maniera analoga al caso 2 del lemma. Per il primo caso, in maniera analoga a quanto appena fatto si mostra che 
{\displaystyle f\left(n_{i}\right)=O\left(\left({\frac {n}{b^{i}}}\right)^{\log _{b}a-\varepsilon }\right)}
che permette di procedere poi in maniera analoga al caso 1 del lemma. Questo completa la dimostrazione del teorema principale in caso di parte intera superiore, nel caso della parte intera inferiore la dimostrazione è analoga.

## Generalizzazioni
Il secondo caso del teorema principale può essere generalizzato sostituendo solo alla sua ipotesi particolare, {\displaystyle f(n)=\Theta \left(n^{\log _{b}a}\log ^{k}n\right)} per qualche {\displaystyle k\geq 0} e alla tesi {\displaystyle T(n)=\Theta \left(n^{\log _{b}a}\log ^{k+1}n\right)}. Come si vede il caso non generale è per {\displaystyle k=0}.
Il teorema di Akra-Bazzi generalizza il teorema principale, sotto opportune ipotesi, per relazioni di ricorrenza nella forma {\displaystyle T(x)=g(x)+\sum _{i=1}^{k}a_{i}T(b_{i}x+h_{i}(x))}.

## Esempi

### Caso 1
Sia data la seguente relazione di ricorrenza:
{\displaystyle T_{A}(n)=9\,T_{A}\left({\frac {n}{3}}\right)+n.}
Si ha {\displaystyle a=9}, {\displaystyle b=3} e {\displaystyle f(n)=n}. Allora {\displaystyle n^{\log _{b}a}=n^{\log _{3}9}=\Theta \left(n^{2}\right).} Dato che {\displaystyle f(n)=O\left(n^{\log _{3}9-\varepsilon }\right)} quando {\displaystyle \varepsilon =1}, è possibile applicare il caso 1 del teorema dell'esperto ottenendo la soluzione 
{\displaystyle T_{A}(n)=\Theta \left(n^{2}\right).}

### Caso 2
Sia data ora la relazione di ricorrenza:
{\displaystyle T_{A}(n)=T_{A}\left({\frac {2\,n}{3}}\right)+1,}
in cui {\displaystyle a=1}, {\displaystyle b=3/2} e {\displaystyle f(n)=1}. Essendo {\displaystyle n^{\log _{b}a}=n^{\log _{3/2}1}=\Theta (n^{0})=\Theta (1)} ed {\displaystyle f(n)=1}, vale il caso 2 del teorema dell'esperto, che porta alla soluzione {\displaystyle T_{A}(n)=\Theta (\log n).}

### Caso 3
Infine sia data la relazione di ricorrenza:
{\displaystyle T_{A}(n)=3\,T_{A}\left({\frac {n}{4}}\right)+n\log n,}
in cui {\displaystyle a=3}, {\displaystyle b=4} e {\displaystyle f(n)=n\log n}. Essendo {\displaystyle n^{\log _{b}a}=n^{\log _{4}3}=O\left(n^{0,793}\right)} ed {\displaystyle f(n)=\Omega \left(n^{\log _{4}3+\varepsilon }\right)}, in cui {\displaystyle \varepsilon \approx 0,2}, il caso 3 del teorema dell'esperto si può applicare solo se vale la condizione di regolarità per {\displaystyle f(n)}. Per {\displaystyle n} sufficientemente grande si ha {\displaystyle 3\left({\frac {n}{4}}\right)\log \left({\frac {n}{4}}\right)\leq \left({\frac {3}{4}}n\log n\right)=cf(n)} per {\displaystyle c=3/4\leq 1}. Di conseguenza la soluzione della ricorrenza è {\displaystyle T_{A}(n)=\Theta (n\log n).}